# Piolo Pascual
Piolo José Pascual (Manila, 12 gennaio 1977) è un attore, modello, musicista e produttore cinematografico filippino.

## Biografia
Piolo José Pascual nasce come figlio minore di Amelia Nonato Pascual e di Philip Victoriano Pascual, di sangue misto spagnolo e tedesco, nel 1977.
Inizia la carriera artistica nel gruppo musicale "The Hunks" composto, oltre che da Pascual, da Jericho Rosales, Diether Ocampo, Carlos Agassi e Bernard Palanca.
Nel 1986 comincia la carriera televisiva con il nome di PJ Pascual nella trasmissione That's Entertainment e nel 2009 gli viene assegnato il premio Cinema One Legend al Festival Cinema One Originals del 2009.
Pascual ha raggiunto la notorietà nel cinema con Milan di Olivia M. Lamasan nel 2004, Don't Give Up on Us del 2006), con Love Me Again (Land Down Under) nel 2008 e On the Job nel 2013.